# Jean-Baptiste-Robert Lindet

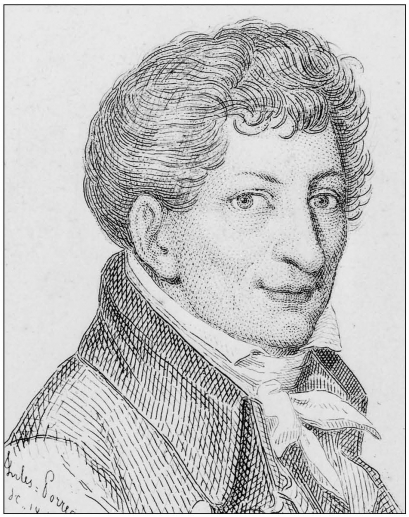
Jean-Baptiste Robert Lindet

Jean-Baptiste-Robert Lindet (Bernay, 2 de mayo de 1746- París, 16 de febrero de 1825) fue un revolucionario y político francés.
Hijo de un comerciante de maderas, Lindet se tituló como abogado, llegando a ser fiscal del rey en la elección de Bernay en 1776, rival de la ciudad de Evreux. 
Al comienzo de la Revolución, fue elegido alcalde de Bernay en 1790. Al año siguiente fue elegido diputado de Eure (como su hermano Thomas Lindet) a la Asamblea Legislativa.
Miembro de los jacobinos, tomó asiento en los bancos de la Montaña. Reelegido en 1792 en la Convención Nacional, leyó el informe sobre los delitos imputados a Luis XVI, votando a continuación la muerte del rey, sin respirar.
Miembro del Comité de Salvación Pública entre el 7 de abril de 1793 y el 12 de junio de 1793.
1793 Jean-Baptiste Robert Lindet es el único miembro del Comité de Salud Pública que no firma el acta de acusación contra Danton.
Aunque no se opuso activamente al establecimiento del «Reinado del Terror», participó en la caída de Robespierre y sus aliados junto con otros tecnócratas del Comité de Seguridad Pública como Lazare Carnot en el autogolpe de «9 de Termidor». 

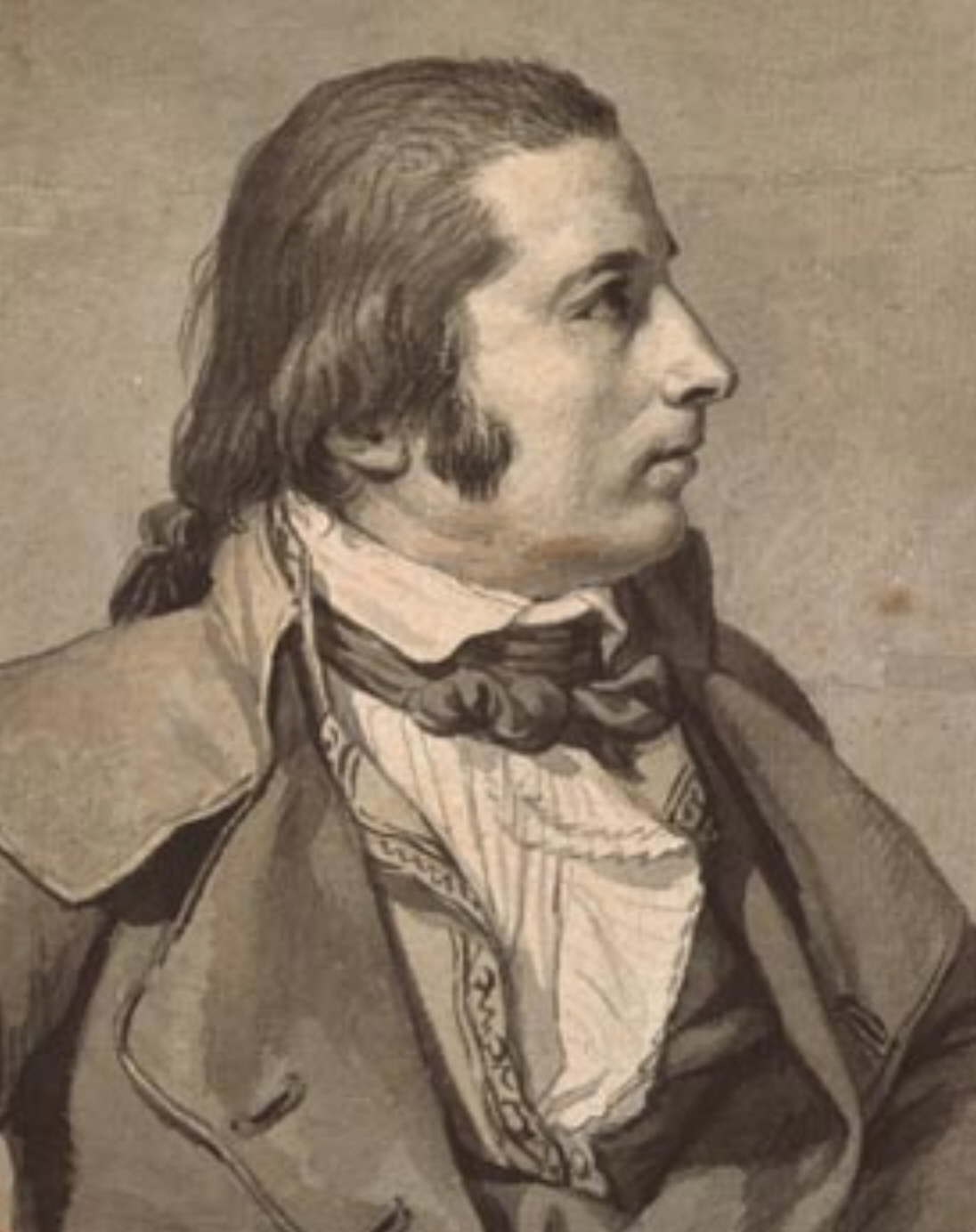
Robert Lindet, retrato presunto por Jacques Louis David (1748-1825) en 1795.

En el marco del Consulado, en 1799, Lindet, es nombrado Ministro de Finanzas. 
Fue exiliado por Luis XVIII en 1815, bajo el cargo de regicidio.